# Austrodiplosis argentina
Austrodiplosis argentina är en tvåvingeart som beskrevs av Juan Brèthes 1914. Austrodiplosis argentina ingår i släktet Austrodiplosis och familjen gallmyggor. Inga underarter finns listade i Catalogue of Life.